# Pseudodistoma poculum
Pseudodistoma poculum är en sjöpungsart som beskrevs av Monniot 1996. Pseudodistoma poculum ingår i släktet Pseudodistoma och familjen Pseudodistomidae. Inga underarter finns listade i Catalogue of Life.